# Куява Радінович
Куява Радинович (Kujava Radinović; серб. кир.: Кујава Радиновић) — друга дружина короля Боснії Стефана Остої, і королева Боснії з 1399 по 1404 рік і знову з 1409 по 1415 рік. Вона була донькою шляхтича Радіна Ябланіча.

## Консорт і королева-мати
Куява одружився з королем Стефаном Остойою Котроманичем у 1399 році, незабаром після того, як він відмовився від своєї першої дружини, королеви Вітачі. Остоя отримав підтримку знатного роду Радиновичів-Павловичів, одружившись на Куяві, оскільки вони були близькими родичами нової королеви. Куява була двоюрідною сестрою князя Павла Радиновича. Куява вперше згадується як королева в грамоті від 5 лютого 1399 року .Королева Куява проживала в Бобоваці разом зі своїм чоловіком і сином Стефаном Остоїчем Коли її чоловік був скинутий могутньою боснійською знаттю в 1404 році, він залишив Бобовац і втік до Угорщини, але Куява та Стефан залишилися в Боснії. Корону отримав племінник Куяви, король Твртко II. Сам Твртко II був скинутий у 1409 році, коли чоловік Куяви повернувся з вигнання і знову посів трон.
Шлюб королеви Куяви почав розпадатися в 1415 році. Герцога Павла Радиновича, двоюрідного брата Куяви, було вбито внаслідок змови, підготовленої чоловіком Куяви. Влада республіки Рагуза була поінформована про те, що королева Боснії стурбована своїм майбутнім через свій зв'язок з Павлом. Незабаром помер герцог Хрвоє Вукчич Хрватинич, залишивши після себе багату вдову Єлену Неліпчич. Скориставшись нагодою, Остоя розлучився з Куявою та одружився з овдовілою герцогинею Єленою. Його співучасть у змові та вбивстві Павла Радиновича обурила магнатів, які різко засудили його на станку. Рагузький історик XVI століття Мавро Орбіні писав, що навіть його син виступив проти нього, обурюючись ставленням до матері та союзом з Єленою.
У 1418 році колишній чоловік Куяви помер, і їхній син був обраний королем. Тепер Куява була визнана королевою-матір'ю і раптово стала дуже впливовою та могутньою, де-факто правлячи разом зі своїм сином. Коротке правління її сина ознаменувалося конфліктами королеви Куяви з королевою Єленою. Їхні конфлікти припинилися влітку 1419 року, коли Стефан ув'язнив свою мачуху. Єлена померла за підозрілих обставин у 1422 році.

## Інтриги
Син Куяви був скинутий з престолу на користь Твртко II у 1420 році. Він помер до квітня 1422 року, коли Куява попросила рагузьку владу втрутитися у справу Твртко на її користь. Проте, вона взялася помститися за звільнення свого сина. Вона отримала підтримку від Республіки Рагуза під час її ворожнечі проти Твртко та вступила в змову з деякими магнатами, щоб скинути його з престолу. Їй не вдалося звести на престол Вука Банича, передбачуваного родича королівської родини, і Вуку довелося втекти до Рагузи разом з деякими іншими змовниками. У березні 1423 року Твртко дорікнув Рагузі за те, що ввона дозволила Вуку обмінюватися листами з його тіткою, а сам Вук стверджував, що ніколи з нею не спілкувався. Потім колишня королева спробувала використати загострення відносин між Твртко та деякими з його васалів. З огляду на це вона звернулася до Рагузи, але незрозуміло, чого саме вона хотіла. Рагузька влада намагалася примирити її з Твртко, а також втрутилася від її імені в Сандаля Гранича Косачу та родину Златоносовичів. Вони також допомогли їй подолати фінансові труднощі. Куява все ще інтригувала у 1426 році, таємно листуючись з Вуком. Однак її вплив у королівстві та за кордоном значно впав. Рагузька влада, залагодивши розбіжності з Твртко, відмовила їй у проханні фінансової допомоги. У 1434 році вони знову надіслали їй подарунки, цього разу через посланця іншого претендента, позашлюбного сина її чоловіка Радивоя Остоїча.
Під час археологічних розкопок у 1960-х роках у невеликій гробниці в каплиці Бобовац було виявлено три групи останків, очевидно, перепохованих туди під час правління Твртко II. Вважається, що вони належать Куяві, її колишньому чоловікові та синові.